# سيي سيي شابمان
سيي سيي شابمان (بالإنجليزية: Cee Cee Chapman)‏ هي كاتبة غنائية ومغنية أمريكية، ولدت في 13 ديسمبر 1958 في بورتسموث في الولايات المتحدة.

## روابط خارجية
- سيي سيي شابمان على موقع ميوزك برينز (الإنجليزية)
- سيي سيي شابمان على موقع ديسكوغز (الإنجليزية)